# Thần tượng đối thần tượng (mùa 2)
Mùa thứ hai của chương trình Thần tượng đối thần tượng được phát sóng trên kênh VTV3 từ ngày 19 tháng 11 năm 2022 đến ngày 15 tháng 4 năm 2023. Phí Nguyễn Thùy Linh là dẫn chương trình của mùa này. Mùa này được thực hiện theo phiên bản Idol Camp, và khác với mùa trước, không có Master chủ quản đội, mà thay vào đó là các giám khảo khách mời được thay đổi theo từng tập phát sóng sẽ cùng khán giả đánh giá và bình chọn cho các tiết mục của các đội.
Đội Shadow Wolves đã trở thành quán quân của mùa này. Các đội Royal Family, Hapo Brothers, Fresh Team, Queen và MJ là các đội đồng á quân.

## Định dạng
Khác với mùa trước, phiên bản Idol Camp gồm 4 vòng thi với nhiều chủ đề khác nhau. Kết quả được xác định thông qua số điểm của các giám khảo và lượt bình chọn của khán giả tại trường quay. Bắt đầu từ vòng 2 là các vòng có loại, và ở vòng 4 (vòng cuối) còn lại 6 đội tranh ngôi vị quán quân của mùa này.

## Sản xuất và phát sóng
Sau thành công của mùa đầu tiên, vào ngày 13 tháng 11 năm 2022, chương trình thông báo phát sóng mùa thứ 2 với phiên bản Idol Camp. Cùng với đó, chương trình đã tung trailer, poster giới thiệu về 12 đội chơi của mùa này. Ngoài ra, những giám khảo khách mời cũng xuất hiện và được thay đổi hàng tuần.
Trong số các giám khảo khách mời tham gia chương trình có hai nghệ sĩ Thanh Hà và Phương Uyên. Đây là lần đầu tiên mà 2 nghệ sĩ Thanh Hà và Phương Uyên cùng xuất hiện tại một chương trình với vai trò giám khảo. Trong trailer chính thức của chương trình, có thể thấy Phương Uyên đưa ra những nhận định rất thẳng thắn, nghiêm khắc dành cho các đội. Trong khi đó, Thanh Hà lại đóng vai trò một người chị đi trước trong nghề truyền cảm hứng cho các nghệ sĩ trẻ. Nhà sản xuất cho biết, đây là sân khấu nơi các nghệ sĩ mainstream và underground gặp gỡ, đối đầu trực tiếp; là cơ hội có một không hai để các nghệ sĩ – producer mang âm nhạc, cá tính của mình đến với khán giả, khẳng định bản thân trên hành trình nghệ thuật.
Mùa thứ hai được lên sóng từ ngày 19 tháng 11 năm 2022 lúc 20:00 thứ 7 hàng tuần trên kênh VTV3 và được công chiếu lúc 20:30 cùng ngày trên kênh YouTube Viva Network (kênh chính thức của nhà sản xuất chương trình).

### Tạm ngừng ghi hình và phát sóng
Theo dự kiến ban đầu, Tập 10 của chương trình Thần tượng đối thần tượng mùa 2 ban đầu dự kiến phát sóng ngày 21/1/2023 và 28/1/2023 nhưng do trùng thời điểm hòa sóng đêm giao thừa quý mão 2023 của VTV nên tập này hoãn lại 2 tuần tức ngày 4/2/2023

## Đội hình
Sau đây là danh sách 12 đội tham gia chương trình. Đội hình của 12 đội được công bố vào ngày 13 tháng 11 năm 2022.
| Thứ tự | Đội           | Ca sỹ                     | Nhà sản xuất |
| ------ | ------------- | ------------------------- | ------------ |
| 01     | Fresh         | Huỳnh James – Pjnboys     | TAMKE        |
| 02     | MJ            | Vũ Thảo My                | Jsdrmns      |
| 03     | Royal Family  | Roy Nguyễn                | Joo Castle   |
| 04     | Shadow Wolves | Gil Lê                    | Minh Đinh    |
| 05     | Zodiac        | Chu Thúy Quỳnh            | Vương Vũ     |
| 06     | Homieboiz     | KHOA                      | Nghị Martin  |
| 07     | TIA DE ART    | TIA                       | CM1X         |
| 08     | HAPO Brothers | Jason.T (Hoàng Đức Thịnh) | ICD          |
| 09     | North South   | Pháo                      | Sterry       |
| 10     | The Last      | Annie (LipB)              | Micky Lr     |
| 11     | DeezaWoo      | Hải Đăng Doo              | Weeza        |
| 12     | Queen         | Nam Em                    | Đậu Tất Đạt  |

## Các tập phát sóng

### Vòng 1
Vòng này có hai lượt: lượt đi và lượt về.

#### Lượt đi (chào sân)
Các đội sẽ trình diễn một tiết mục chào sân để thuyết phục khán giả. Sau mỗi tiết mục, ban giám khảo và khán giả trong trường quay sẽ bình chọn cho đội thi tham gia tiết mục đó trong thời gian 30 giây. Kết quả được quy đổi theo thang điểm 10 như sau:
- Điểm từ ban giám khảo được quy đổi thành 60% số điểm trên thang điểm 10 (điểm tối đa là 6);
- Điểm từ khán giả bình chọn tại trường quay được quy đổi thành 40% số điểm trên thang điểm 10 (điểm tối đa là 4).

Tổng điểm quy đổi của mỗi đội sau khi kết thúc cả 12 tiết mục sẽ quyết định thứ hạng của các đội trên bảng xếp hạng, cũng như bảng đấu mà họ sẽ thi đấu ở lượt tiếp theo.

##### Tập 1 (19 tháng 11 năm 2022)
- Giám khảo khách mời: Thanh Hà, Phương Uyên, Đỗ Hiếu, Châu Đăng Khoa, Đoàn Minh Vũ
- Tham khảo:[7][8][9][10]

| TT | Đội          | Bài hát (Sáng tác)                                                                               | Điểm số | Điểm số | Điểm số |
| TT | Đội          | Bài hát (Sáng tác)                                                                               | GK      | KG      | Tổng    |
| -- | ------------ | ------------------------------------------------------------------------------------------------ | ------- | ------- | ------- |
| MM | Erik         | "Thiên tài" (DTAP)                                                                               | —       | —       | —       |
| 1  | Deezawoo     | "Paranoooid" (Hải Đăng Doo & Weeza)                                                              | 5,24    | 3,01    | 8,25    |
| 2  | The Last     | Mashup: "Son" - "Love You Want You" (Đức Nghĩa, Đỗ Hiếu, Đông Nhi, Huỳnh Hiền Năng)              | 5,96    | 2,80    | 8,76    |
| 3  | Homieboiz    | "Chuyện tình tôi" (Khoa)                                                                         | 5,61    | 2,98    | 8,59    |
| 4  | Royal Family | "Holla Holla" (nhạc: Kim Dai Hyeon, Kim Hyung Gun, Lee Sung Wook, Randy Hoon Kim, Young Hwan Go) | 5,6     | 3,98    | 9,58    |

##### Tập 2 (26 tháng 11 năm 2022)
- Giám khảo khách mời: Thanh Hà, Phương Uyên, Đỗ Hiếu, Châu Đăng Khoa, Đoàn Minh Vũ
- Tham khảo:[11][12][13]

| TT | Đội           | Bài hát (Sáng tác)                       | Điểm số | Điểm số | Điểm số |
| TT | Đội           | Bài hát (Sáng tác)                       | GK      | KG      | Tổng    |
| -- | ------------- | ---------------------------------------- | ------- | ------- | ------- |
| 1  | Fresh Team    | "Dân biển mà" (Huỳnh James x Pjnboys)    | 5,48    | 3,30    | 8,78    |
| 2  | North Sound   | "Sập" (Pháo & Tez)                       | 5,21    | 2,70    | 7,91    |
| 3  | Hapo Brothers | "Anh là hai không ai số một" (CJO & ICD) | 4,82    | 3,16    | 7,98    |
| 4  | MJ            | "Buông" (Vũ Ngọc Bích)                   | 5,94    | 3,56    | 9,50    |

##### Tập 3 (3 tháng 12 năm 2022)
- Giám khảo khách mời: Thanh Hà, Phương Uyên, Nguyễn Văn Chung, Đỗ Hiếu, Đoàn Minh Vũ
- Tham khảo:[14][15][16][17]

| TT | Đội           | Bài hát (Sáng tác)                                                                      | Điểm số | Điểm số | Điểm số |
| TT | Đội           | Bài hát (Sáng tác)                                                                      | GK      | KG      | Tổng    |
| -- | ------------- | --------------------------------------------------------------------------------------- | ------- | ------- | ------- |
| 1  | Shadow Wolves | "I'm Not Your Boy" (Minh Đinh - Cheezebout)                                             | 5,24    | 3,7     | 8,94    |
| 2  | Queen         | Mashup: "Ngày chưa giông bão" - "Waiting For You" (Phan Mạnh Quỳnh - Nguyễn Việt Hoàng) | 4,58    | 3,17    | 7,75    |
| 3  | Zodiac        | "Bà tôi" (Nguyễn Vĩnh Tiến)                                                             | 5,15    | 2,81    | 7,96    |
| 4  | Tia de Art    | "Ai đưa em về" (Nguyễn Bảo Trọng)                                                       | 5,89    | 3,62    | 9,51    |

##### Bảng xếp hạng
| Hạng | Đội           | Điểm quy đổi | Bảng |
| ---- | ------------- | ------------ | ---- |
| 1    | Royal Family  | 9,58         | A    |
| 2    | Tia de Art    | 9,51         | A    |
| 3    | MJ            | 9,50         | A    |
| 4    | Shadow Wolves | 8,94         | A    |
| 5    | Fresh Team    | 8,78         | B    |
| 6    | The Last      | 8,76         | B    |
| 7    | Homieboiz     | 8,59         | B    |
| 8    | Deezawoo      | 8,25         | B    |
| 9    | Hapo Brothers | 7,98         | C    |
| 10   | Zodiac        | 7,96         | C    |
| 11   | North Sound   | 7,91         | C    |
| 12   | Queen         | 7,75         | C    |

#### Lượt về
Mỗi tập là phần trình diễn của các đội trong cùng một bảng đấu. Căn cứ kết quả ở lượt đi, ba bảng đấu ở lượt về được xác định dựa trên thứ hạng của các đội: 4 đội thứ hạng 1-4 được xếp vào bảng A, 4 đội thứ hạng 5-8 được xếp vào bảng B và 4 đội còn lại được xếp vào bảng C. Luật thi tương tự như lượt đi.

##### Bảng A (tập 4, 10 tháng 12 năm 2022)
- Giám khảo khách mời: Ngọc Sơn, Lưu Thiên Hương, Only C, Giang Hồng Ngọc
- Tham khảo:[18][19][20][21]

| TT | Đội           | Bài hát (Sáng tác)                                                          | Điểm số | Điểm số | Điểm số |
| TT | Đội           | Bài hát (Sáng tác)                                                          | GK      | KG      | Tổng    |
| -- | ------------- | --------------------------------------------------------------------------- | ------- | ------- | ------- |
| 1  | Royal Family  | "Khoảng cách chúng ta là 1cm" (nhạc: Joo Castle - lời: Machiot ft. Agent X) | 5,48    | 3,80    | 9,28    |
| 2  | MJ            | "Bad Gal" (Anh Quân, Vũ Thảo My)                                            | 5,74    | 4       | 9,74    |
| 3  | Tia de Art    | "Umeeeee" (Tia)                                                             | 5,55    | 3,29    | 8,84    |
| 4  | Shadow Wolves | "Chìm vào sofa" (Nguyễn Bảo Trọng)                                          | 5,83    | 3,02    | 8,85    |

##### Bảng B (tập 5, 17 tháng 12 năm 2022)
- Giám khảo khách mời: Ngọc Sơn, Lưu Thiên Hương, Only C, Erik
- Tham khảo:[22][23]

| TT | Đội        | Bài hát (Sáng tác)                          | Điểm số | Điểm số | Điểm số |
| TT | Đội        | Bài hát (Sáng tác)                          | GK      | KG      | Tổng    |
| -- | ---------- | ------------------------------------------- | ------- | ------- | ------- |
| 1  | The Last   | "Phải là của em" (Đỗ Hiếu - Annie)          | 5,5125  | 2,95    | 8,4625  |
| 2  | Homieboiz  | "Tan em" (Khoa)                             | 5,4375  | 3,1     | 8,5375  |
| 3  | Fresh Team | "Hiphop never khớp" (Huỳnh James x Pjnboys) | 5,8875  | 3,74    | 9,6275  |
| 4  | Deezawoo   | "Đôi môi ngây dại" (Hải Đăng Doo & Weeza)   | 5,3625  | 4       | 9,3625  |

##### Bảng C (tập 6, 24 tháng 12 năm 2022)
- Giám khảo khách mời: Ngọc Sơn, Lưu Thiên Hương, Châu Đăng Khoa, Erik
- Tham khảo:[24]

| TT | Đội           | Bài hát (Sáng tác)                                                          | Điểm số | Điểm số | Điểm số |
| TT | Đội           | Bài hát (Sáng tác)                                                          | GK      | KG      | Tổng    |
| -- | ------------- | --------------------------------------------------------------------------- | ------- | ------- | ------- |
| 1  | Hapo Brothers | "Thật dễ để nói lời chia tay nhưng thật khó để cảm xúc chết đi" (CJO & ICD) | 5,63    | 2,82    | 8,45    |
| 2  | Queen         | "Nữ tài nhân" (Long Nón Lá)                                                 | 5,35    | 4       | 9,35    |
| 3  | Zodiac        | "Xem như em chẳng may" (Trung Ngon)                                         | 5,2     | 3,35    | 8,55    |
| 4  | North Sound   | "Ganh" (Pháo)                                                               | 5,3     | 2,83    | 8,13    |

##### Bảng xếp hạng
| Bảng | Hạng | Đội           | Điểm quy đổi | Tiền thưởng tích lũy (đồng) |
| ---- | ---- | ------------- | ------------ | --------------------------- |
| A    | 1    | MJ            | 9,74         | 55.000.000                  |
| A    | 2    | Royal Family  | 9,28         | 50.000.000                  |
| A    | 3    | Shadow Wolves | 8,85         | 45.000.000                  |
| A    | 4    | Tia de Art    | 8,84         | 40.000.000                  |
| B    | 1    | Fresh Team    | 9,6275       | 55.000.000                  |
| B    | 2    | Deezawoo      | 9,3625       | 50.000.000                  |
| B    | 3    | Homieboiz     | 8,5375       | 45.000.000                  |
| B    | 4    | The Last      | 8,4625       | 40.000.000                  |
| C    | 1    | Queen         | 9,35         | 55.000.000                  |
| C    | 2    | Zodiac        | 8,55         | 50.000.000                  |
| C    | 3    | Hapo Brothers | 8,45         | 45.000.000                  |
| C    | 4    | North Sound   | 8,13         | 40.000.000                  |

### Vòng 2
Vòng này cũng có hai lượt: lượt đi và lượt về.

#### Lượt đi
Chủ đề của lượt thi này là "Quá khứ". Mỗi tập là phần trình diễn của các đội trong cùng một bảng đấu. Ba đội có số tiền cao nhất ở vòng 1 sẽ được quyền lựa chọn các đối thủ để thi đấu cùng trong bảng đấu của mình. Luật thi tương tự như vòng 1, chỉ khác là các thí sinh sẽ trình diễn một tiết mục dựa trên chủ đề của lượt thi này.

##### Bảng A (tập 7, 31 tháng 12 năm 2022)
- Giám khảo khách mời: Lưu Thiên Hương, Đỗ Hiếu, Đoàn Minh Vũ
- Tham khảo:[25][26]

| TT | Đội         | Bài hát (Sáng tác)                                         | Điểm số | Điểm số | Điểm số |
| TT | Đội         | Bài hát (Sáng tác)                                         | GK      | KG      | Tổng    |
| -- | ----------- | ---------------------------------------------------------- | ------- | ------- | ------- |
| 1  | The Last    | "Có vui không" (Xesi)                                      | 5,3     | 3,87    | 9,17    |
| 2  | North Sound | "Kìa bóng dáng ai" (Pháo)                                  | 5,2     | 4,0     | 9,2     |
| 3  | Zodiac      | "Sắc màu" (Trần Tiến)                                      | 5,4     | 3,94    | 9,34    |
| 4  | MJ          | "Mẹ yêu" (Phương Uyên, viết thêm: Vũ Thảo My, Đỗ Tùng Sơn) | 5,3     | 3,85    | 9,15    |

##### Bảng B (tập 8, 7 tháng 1 năm 2023)
- Giám khảo khách mời: Lưu Thiên Hương, Đỗ Hiếu, Đoàn Minh Vũ
- Tham khảo:[27][28]

| TT | Đội           | Bài hát (Sáng tác)                                                                  | Điểm số | Điểm số | Điểm số |
| TT | Đội           | Bài hát (Sáng tác)                                                                  | GK      | KG      | Tổng    |
| -- | ------------- | ----------------------------------------------------------------------------------- | ------- | ------- | ------- |
| 1  | Fresh Team    | "Mong một ngày anh nhớ đến em" (Vĩnh Tâm)                                           | 5,4     | 4,0     | 9,4     |
| 2  | Hapo Brothers | "Có chàng trai viết lên cây" (Phan Mạnh Quỳnh)                                      | 5,3     | 3,69    | 8,99    |
| 3  | Tia de Art    | "In the Dark" (Tia - Fueled by Boba)                                                | 5,2     | 2,7     | 7,9     |
| 4  | Deezawoo      | "Tây Bắc Flow" (nhạc: Chất liệu Inh là ơi - Dân ca Thái, lời: Hải Đăng Doo & Weeza) | 5,9     | 3,5076  | 9,4076  |

##### Bảng C (tập 9, 14 tháng 1 năm 2023)
- Giám khảo khách mời: Lưu Thiên Hương, Đỗ Hiếu, Đoàn Minh Vũ
- Tham khảo:[29][30]

| TT | Đội           | Bài hát (Sáng tác)                                              | Điểm số | Điểm số | Điểm số |
| TT | Đội           | Bài hát (Sáng tác)                                              | GK      | KG      | Tổng    |
| -- | ------------- | --------------------------------------------------------------- | ------- | ------- | ------- |
| 1  | Royal Family  | "Em nghe không" (remake: "Saldaga", lời Việt: Andiez)           | 5,6     | 2,57    | 8,17    |
| 2  | Queen         | "Ngôi sao cô đơn" (Jack)                                        | 5,1     | 3,77    | 8,87    |
| 3  | Shadow Wolves | "Biển tình" (Lam Phương, nhạc phối mới: Cheezebout - Minh Đinh) | 5,6     | 4,0     | 9,6     |
| 4  | Homieboiz     | "Tết đong đầy 1+3=4" (Khoa)                                     | 5,1     | 2,93    | 8,03    |

##### Bảng xếp hạng
| Bảng | Hạng | Đội           | Điểm quy đổi |
| ---- | ---- | ------------- | ------------ |
| A    | 1    | Zodiac        | 9,34         |
| A    | 2    | North Sound   | 9,2          |
| A    | 3    | The Last      | 9,17         |
| A    | 4    | MJ            | 9,15         |
| B    | 1    | Deezawoo      | 9,4076       |
| B    | 2    | Fresh Team    | 9,4          |
| B    | 3    | Hapo Brothers | 8,99         |
| B    | 4    | Tia de Art    | 7,9          |
| C    | 1    | Shadow Wolves | 9,6          |
| C    | 2    | Queen         | 8,87         |
| C    | 3    | Royal Family  | 8,17         |
| C    | 4    | Homieboiz     | 8,03         |

#### Lượt về
Chủ đề của lượt thi này là "Tương lai". Mỗi tập là phần trình diễn của các đội trong cùng một bảng đấu. Quyền chọn đối thủ ở mỗi bảng thuộc về ba đội giành chiến thắng ở lượt đi.

##### Bảng A (tập 10, 4 tháng 2 năm 2023)
- Giám khảo khách mời: Lưu Thiên Hương, Châu Đăng Khoa, ViruSs
- Tham khảo:[31][32]

| TT | Đội           | Bài hát (Sáng tác)                                 | Điểm số | Điểm số | Điểm số |
| TT | Đội           | Bài hát (Sáng tác)                                 | GK      | KG      | Tổng    |
| -- | ------------- | -------------------------------------------------- | ------- | ------- | ------- |
| 1  | The Last      | "Cọng không cong" (Sidie, Đỗ Hiếu)                 | 5,6     | 3,428   | 9,028   |
| 2  | Homieboiz     | "Anh là dân chơi" (Khoa)                           | 5,2     | 3,88571 | 9,08571 |
| 3  | North Sound   | "Ông Bụt và ba điều ước" (Pháo - phối khí: Sterry) | 5,6     | 3,48571 | 9,08571 |
| 4  | Shadow Wolves | "M.A.D World" (Minh Đinh)                          | 5,65    | 4,0     | 9,65    |

##### Bảng B (tập 11, 11 tháng 2 năm 2023)
- Giám khảo khách mời: Ngọc Sơn, Lưu Thiên Hương, Châu Đăng Khoa, ViruSs
- Tham khảo:[33]

| TT | Đội           | Bài hát (Sáng tác)                                                                  | Điểm số | Điểm số | Điểm số |
| TT | Đội           | Bài hát (Sáng tác)                                                                  | GK      | KG      | Tổng    |
| -- | ------------- | ----------------------------------------------------------------------------------- | ------- | ------- | ------- |
| 1  | Royal Family  | "Chớ để ngày mai" (nhạc: Joo Castle, lời: Andiez, khách mời: Nguyễn Trần Khánh Vân) | 5,5875  | 4,0     | 9,5875  |
| 2  | Tia de Art    | "Em muốn" (Tia)                                                                     | 5,7     | 3,5471  | 9,2471  |
| 3  | Hapo Brothers | "Một vòng quanh mặt trời" (Trid Minh)                                               | 5,325   | 3,9245  | 9,2495  |
| 4  | Deezawoo      | "1000 năm nữa" (Hải Đăng Doo & Weeza)                                               | 5,325   | 3,8490  | 9,1740  |

##### Bảng C (tập 12, 18 tháng 2 năm 2023)
- Giám khảo khách mời: Ngọc Sơn, Lưu Thiên Hương, Châu Đăng Khoa, Giang Hồng Ngọc
- Tham khảo:[34][35][36]

| TT | Đội        | Bài hát (Sáng tác)                           | Điểm số | Điểm số | Điểm số |
| TT | Đội        | Bài hát (Sáng tác)                           | GK      | KG      | Tổng    |
| -- | ---------- | -------------------------------------------- | ------- | ------- | ------- |
| 1  | Fresh Team | "Cưới vợ miền Tây" (Huỳnh James x Pjnboys)   | 5,9     | 3,608   | 9,508   |
| 2  | Zodiac     | "Hoài công" (Hamlet Trương)                  | 5,75    | 3,391   | 9,141   |
| 3  | Queen      | "Bồng bềnh bồng bềnh" (Đỗ Phương Vy - Vy Vy) | 5,5     | 4,0     | 9,5     |
| 4  | MJ         | "Butterflies" (Vũ Thảo My)                   | 5,7     | 3,441   | 9,141   |

##### Bảng xếp hạng
| Bảng | Hạng | Đội           | Điểm quy đổi |
| ---- | ---- | ------------- | ------------ |
| A    | 1    | Shadow Wolves | 9,65         |
| A    | 2    | Homieboiz     | 9,08571      |
| A    | 2    | North Sound   | 9,08571      |
| A    | 4    | The Last      | 9,028        |
| B    | 1    | Royal Family  | 9,5875       |
| B    | 2    | Hapo Brothers | 9,2495       |
| B    | 3    | Tia de Art    | 9,2471       |
| B    | 4    | Deezawoo      | 9,1740       |
| C    | 1    | Fresh Team    | 9,508        |
| C    | 2    | Queen         | 9,5          |
| C    | 3    | Zodiac        | 9,141        |
| C    | 3    | MJ            | 9,141        |

Sau vòng 2, hai đội Zodiac và The Last đã phải dừng chân do có lượt bình chọn thấp nhất.

### Vòng 3
Tương tự như vòng 2, vòng 3 có hai lượt thi: lượt đi và lượt về.

#### Lượt đi
10 đội còn lại được chia vào ba bảng đấu. Quyền chọn đối thủ ở mỗi bảng thuộc về ba đội giành chiến thắng ở vòng 2 cũng như có số tiền tích lũy cao nhất. Chủ đề của lượt thi này là Mixing & Collab (phối mới và kết hợp).

##### Bảng A (tập 13, 25 tháng 2 năm 2023)
- Giám khảo khách mời: Ngọc Sơn, Lưu Thiên Hương, Châu Đăng Khoa, Mai Tiến Dũng
- Tham khảo:[37][38]

| TT | Đội        | Bài hát (Sáng tác) | Điểm số | Điểm số | Điểm số |
| TT | Đội        | Bài hát (Sáng tác) | GK      | KG      | Tổng    |
| -- | ---------- | --- | ------- | ------- | ------- |
| 1  | Fresh Team | Mashup: "Đón ánh mặt trời" - "Nợ duyên" - "Chân ái" - "60 năm cuộc đời" (Trần Thanh Tùng - Thái Khang - Châu Đăng Khoa - Y Vân, khách mời: Sofia) | 5,7     | 3,01451 | 8,7145  |
| 2  | Tia de Art | "See tình" (DTAP) | 5,5125  | 3,4782  | 8,9907  |
| 3  | Homieboiz  | "Phai phôi" (Khoa) | 5,775   | 3,3043  | 9,0793  |
| 4  | Queen      | "Kiếp chồng chung" (Bùi Công Nam, khách mời: Nam Anh, Nhâm Phương Nam)                                                                            | 5,8875  | 4,0     | 9,8875  |

##### Bảng B (tập 14, 4 tháng 3 năm 2023)
- Giám khảo khách mời: Lưu Thiên Hương, Đỗ Hiếu, Châu Đăng Khoa, Mai Tiến Dũng
- Tham khảo:[39][40]

| TT | Đội           | Bài hát (Sáng tác)                                                                | Điểm số | Điểm số | Điểm số |
| TT | Đội           | Bài hát (Sáng tác)                                                                | GK      | KG      | Tổng    |
| -- | ------------- | --------------------------------------------------------------------------------- | ------- | ------- | ------- |
| 1  | Royal Family  | "Way Back Home - Về nhà thôi" (Shaun, lời Việt: Châu Đăng Khoa, khách mời: Shaun) | 5,8125  | 4,0     | 9,8125  |
| 2  | North Sound   | "Anh phải đi tìm" (Pháo, phối khí: Sterry)                                        | 5,55    | 3,478   | 9,028   |
| 3  | Hapo Brothers | "Vợ người ta" (Phan Mạnh Quỳnh)                                                   | 5,5875  | 3,478   | 9,065   |

##### Bảng C (tập 15, 11 tháng 3 năm 2023)
- Giám khảo khách mời: Lưu Thiên Hương, Đỗ Hiếu, Châu Đăng Khoa
- Tham khảo:[41][42][43][44]

| TT | Đội           | Bài hát (Sáng tác)                                                | Điểm số | Điểm số | Điểm số |
| TT | Đội           | Bài hát (Sáng tác)                                                | GK      | KG      | Tổng    |
| -- | ------------- | ----------------------------------------------------------------- | ------- | ------- | ------- |
| 1  | Shadow Wolves | "Thích em hơi nhiều" (Wren Evans & Mew Amazing, khách mời: Lena)  | 5,9     | 4       | 9,9     |
| 2  | MJ            | "Một cú lừa" (Tiên Cookie)                                        | 5,6     | 3,64    | 9,24    |
| 3  | Deezawoo      | "Chuyện chúng ta sau này" (Hải Đăng Doo - Weeza, khách mời: Erik) | 5,4     | 3,58    | 8,98    |

##### Bảng xếp hạng
| Bảng | Hạng | Đội           | Điểm quy đổi |
| ---- | ---- | ------------- | ------------ |
| A    | 1    | Queen         | 9,8875       |
| A    | 2    | Homieboiz     | 9,0793       |
| A    | 3    | Tia de Art    | 8,9907       |
| A    | 4    | Fresh Team    | 8,7145       |
| B    | 1    | Royal Family  | 9,8125       |
| B    | 2    | Hapo Brothers | 9,065        |
| B    | 3    | North Sound   | 9,028        |
| C    | 1    | Shadow Wolves | 9,9          |
| C    | 2    | MJ            | 9,24         |
| C    | 3    | Deezawoo      | 8,98         |

#### Lượt về
Chủ đề của lượt về này là "Non sông gấm vóc Việt Nam thịnh vượng".

##### Bảng A (tập 16, 18 tháng 3 năm 2023)
- Giám khảo khách mời: Phương Uyên, Thanh Hà, Đỗ Hiếu
- Tham khảo:[45][46][47][48]

| TT | Đội        | Bài hát (Sáng tác)                         | Điểm số | Điểm số | Điểm số |
| TT | Đội        | Bài hát (Sáng tác)                         | GK      | KG      | Tổng    |
| -- | ---------- | ------------------------------------------ | ------- | ------- | ------- |
| 1  | Fresh Team | "We Are The Fires" (Huỳnh James x Pjnboys) | 4,6     | 3,0     | 7,6     |
| 2  | Tia de Art | "Sóng cả không ngã tay chèo" (Tia)         | 4,9     | 2,72    | 7,62    |
| 3  | Homieboiz  | "Ngày em đi" (Khoa)                        | 4,6     | 2,5     | 7,1     |
| 4  | Queen      | "Dạ cổ hoài lang" (Cao Văn Lầu)            | 5,4     | 4,0     | 9,4     |

##### Bảng B (tập 17, 25 tháng 3 năm 2023)
- Giám khảo khách mời: Phương Uyên, Thanh Hà, Đỗ Hiếu, Đoàn Minh Vũ
- Tham khảo:[49][50][51]

| TT | Đội           | Bài hát (Sáng tác)                                      | Điểm số | Điểm số | Điểm số |
| TT | Đội           | Bài hát (Sáng tác)                                      | GK      | KG      | Tổng    |
| -- | ------------- | ------------------------------------------------------- | ------- | ------- | ------- |
| 1  | Royal Family  | "Gấm vóc Việt Nam" (nhạc: Joo Castle, lời: Rick & HPRO) | 5,625   | 3,27    | 8,895   |
| 2  | North Sound   | "Trúc xinh" (Pháo, phối khí: Sterry, khách mời: Tez)    | 6,0     | 3,45    | 9,45    |
| 3  | Hapo Brothers | "I am Vietnamese" (ICD)                                 | 5,7     | 4,0     | 9,7     |

##### Bảng C (tập 18, 1 tháng 4 năm 2023)
- Giám khảo khách mời: Lưu Thiên Hương, Đỗ Hiếu, Đoàn Minh Vũ
- Tham khảo:[52][53][54]

| TT | Đội           | Bài hát (Sáng tác)                                  | Điểm số | Điểm số | Điểm số |
| TT | Đội           | Bài hát (Sáng tác)                                  | GK      | KG      | Tổng    |
| -- | ------------- | --------------------------------------------------- | ------- | ------- | ------- |
| 1  | MJ            | "Ừ! Em xin lỗi" (Khắc Hưng)                         | 5,8     | 3,57    | 9,37    |
| 2  | Deezawoo      | "Con hơn cha là nhà có phúc" (Hải Đăng Doo & Weeza) | 5,8     | 3,5     | 9,3     |
| 3  | Shadow Wolves | "Mình về nhà thôi" (Minh Đinh)                      | 5,76    | 4,0     | 9,76    |

##### Bảng xếp hạng
- Tham khảo:[54]

| Bảng | Hạng | Đội           | Điểm quy đổi |
| ---- | ---- | ------------- | ------------ |
| A    | 1    | Queen         | 9,4          |
| A    | 2    | Tia de Art    | 7,62         |
| A    | 3    | Fresh Team    | 7,6          |
| A    | 4    | Homieboiz     | 7,1          |
| B    | 1    | Hapo Brothers | 9,7          |
| B    | 2    | North Sound   | 9,45         |
| B    | 3    | Royal Family  | 8,895        |
| C    | 1    | Shadow Wolves | 9,76         |
| C    | 2    | MJ            | 9,37         |
| C    | 3    | Deezawoo      | 9,3          |

### Vòng 4
Các thí sinh Top 6 trình diễn tiết mục của mình trên sân khấu. Kết quả được công bố vào cuối vòng đấu dựa trên 50% điểm của giám khảo, 20% điểm của khán giả tại trường quay và 30% điểm quy đổi tổng hợp từ sự ủng hộ của khán giả truyền hình xuyên suốt chương trình trên trang web chính thức. Đội giành được điểm quy đổi cao nhất từ giám khảo và khán giả sẽ trở thành quán quân của chương trình, các đội còn lại sẽ đồng hạng nhì. Bên cạnh kỷ niệm chương cho quán quân và các quán quân, quán quân của chương trình còn nhận được các phần quà từ nhà tài trợ Casper.

#### Tập 19 (8 tháng 4 năm 2023)
- Giám khảo khách mời: Ngọc Sơn, Lưu Thiên Hương, Phương Uyên, Thanh Hà
- Tham khảo:[55][56]

| TT | Đội        | Bài hát (Sáng tác)                  | Điểm số | Điểm số | Điểm số | Điểm số |
| TT | Đội        | Bài hát (Sáng tác)                  | GK      | KGTQ    | KGTH    | Tổng    |
| -- | ---------- | ----------------------------------- | ------- | ------- | ------- | ------- |
| KM | The Last   | "Let Me Love You" (Annie)           | —       | —       | —       | —       |
| 1  | Fresh Team | "Anh em ta" (Huỳnh James x Pjnboys) | 4,75    | 1,85    | 2,1     | 8,7     |
| KM | Tia de Art | "Self - Love" (Tia)                 | —       | —       | —       | —       |
| 2  | Queen      | "Wear the Crown" (Đậu Tất Đạt)      | 4,25    | 1,625   | 3,0     | 8,875   |
| KM | Homieboiz  | "Rơi" (Khoa)                        | —       | —       | —       | —       |
| 3  | MJ         | "Bang Bang" (Vũ Thảo My)            | 4,8125  | 1,525   | 2,265   | 8,6025  |

#### Tập 20 (15 tháng 4 năm 2023)
- Giám khảo khách mời: Ngọc Sơn, Lưu Thiên Hương, Phương Uyên, Thanh Hà
- Tham khảo:[3][4][57][58][59]

| TT | Đội           | Bài hát (Sáng tác)                                     | Điểm số | Điểm số | Điểm số | Điểm số |
| TT | Đội           | Bài hát (Sáng tác)                                     | GK      | KGTQ    | KGTH    | Tổng    |
| -- | ------------- | ------------------------------------------------------ | ------- | ------- | ------- | ------- |
| KM | Shaun         | "Monsters" (Shaun)                                     | —       | —       | —       | —       |
| 1  | Royal Family  | "Anh không bận tâm" (Joo Castle, lời Việt: Hưng Cacao) | 4,8125  | 1,65    | 2,25    | 8,7125  |
| KM | North Sound   | "Barbie" (Pháo, phối khí: Sterry)                      | —       | —       | —       | —       |
| 2  | Hapo Brothers | "Cơm nhà" (ICD)                                        | 4,875   | 1,625   | 2,21    | 8,71    |
| 3  | Shadow Wolves | "Khi hai ta ngồi chuyện trò" (Minh Đinh)               | 4,75    | 2,0     | 2,75    | 9,5     |
| KM | Deezawoo      | "Cứ yêu thôi" (Hải Đăng Doo, Weeza, Osad)              | —       | —       | —       | —       |

## Đón nhận
Trong tập 11 của chương trình, màn kết hợp giữa Roy Nguyễn và hoa hậu Khánh Vân nhanh chóng gây được sự chú ý. Trên các trang mạng xã hội, nhiều khán giả bày tỏ thích thú với màn lấn sân của Khánh Vân. Dù chỉ tham gia hát và biểu diễn với vai trò khách mời, tuy nhiên Khánh Vân cũng nhận được nhiều lời khen ngợi. Theo cô, ca hát là trải nghiệm mà trước giờ cô chưa dám thử, nhưng vì được bạn thân ủng hộ nên cô đã mạnh dạn góp giọng trong tiết mục dự thi của anh tại The Heroes. Chia sẻ với báo Thanh Niên về lần hiếm hoi được hát, cô bộc bạch: "Vân cảm thấy hạnh phúc vì đã hoàn thành được một điều mà trước nay Vân luôn nghĩ mình không thể làm được. Vân cũng rất vui vì hành trình của Roy Nguyễn và Khánh Vân có nhau. Vân mong rằng người bạn của mình sẽ tiếp tục tỏa sáng tại chương trình The Heroes".

## Tranh cãi

### Liên quan đến tiết mục của đội Queen trong tập 3
Trong tập 3 của chương trình, đội Queen đã mang đến tiết mục mashup hai ca khúc "Ngày chưa giông bão" và "Waiting for You". Tuy nhiên màn trình diễn của đội đã nhận về những nhận xét đầy thẳng thắn từ ban giám khảo. Nhạc sĩ Đỗ Hiếu nhận xét tiết mục này "chưa cảm được, mọi thứ rất hoang mang", còn nhà sản xuất âm nhạc Đoàn Minh Vũ cho biết, "tiết mục các bạn không đủ sức thuyết phục mình. Thông điệp không rõ ràng, ca khúc cũng không gây được sự tò mò xem ai đang hát". Nhạc sĩ Nguyễn Văn Chung cho rằng màn chào sân của Queen chỉ gây được tò mò cho anh trong 10 giây đầu, còn lại thì không có điểm nhấn. Nhạc sĩ Phương Uyên thì cho biết cô đã phải nhắm mắt lại, không nhìn đến phần thể hiện, chỉ muốn cảm nhận âm nhạc thế nào, nhưng cuối cùng nhận ra màn chào sân này... khá bình thường. Sau khi chương trình lên sóng, màn trình diễn này được cư dân mạng chia sẻ rầm rộ trên các nền tảng mạng xã hội. Trong khi một số khán giả đồng tình với nhận định của ban giám khảo, cho rằng màn trình diễn này khá rối rắm, thiếu liên kết, thì nhiều khán giả dành lời khen và cho biết đây là phần thi ấn tượng nhất đối với họ trong tập này, đồng thời cho rằng các giám khảo quá khó tính và hơi chủ quan khi đưa ra những lời chê bai.